# 愛新覚羅毓峨
愛新覚羅 毓峨（あいしんかくら いくが、1925年 - ）は、中華人民共和国の画家。愛新覚羅溥僩の四男。清朝九代咸豊帝の皇弟惇親王奕誴（えきそう）の子の載瀛の孫。

## 経歴
北京市に生まれ、幼い時より父の溥僩や叔父の画家溥佺に師事し山水画を修める。南開大学卒業後、北京市文史資料館の館員を務めながら、画業に勤しむ。現在、中国老年書画研究会会員。
柔らかい画風であり、国外の人気も高い。花鳥画に優れた作品が多く、牡丹を題材にしたものを得意としている。代表作に『玉堂富貴』『天竺白頭翁』など多数。穏やかな気性らしく、人望も高いと言われる。